# 1827

## أحداث
- تأسيس مدينة بورني وتقع حاليا في أستراليا.
- تأسيس مدينة فضولي وتقع حاليا في أذربيجان.
- تأسيس مدينة مالابو وتقع حاليا في غينيا الاستوائية.
- تأسيس مدينة ريو كلارو وتقع حاليا في البرازيل.
- 23 أبريل: تأسيس مدينة غويلف وتقع حاليا في كندا.
- 25 مايو: نهاية حصار الأكروبوليس والذي بدأ في 3 أغسطس 1826.
- 29 افريل: حادثة المروحة
- 20 أكتوبر معركة نافارين

## مواليد
- أجستين جين فريسنل
- إليشا باكستر
- المهدي العباسي
- جوزف ليستر
- جون غتلي داوني
- جيمس آدامز ويستون
- روزويل فارنهام
- سائيغو تاكاموري
- سالم بوحاجب
- لويس والاس
- محمد بن فيالة
- هوراس بويس

### مارس
- 21 مارس - أندرياس آدامز، عالم من المملكة المتحدة.

## وفيات
- ألساندرو فولتا
- بيير لابلاس
- جورج كانينغ
- ويليام بليك
- لودفيج فان بيتهوفن مؤلف موسيقي ألماني.

### أبريل
- 13 أبريل - هيو كلابرتون، مسكتشف اسكتلندي في إفريقيا.